# 최경신
최경신(1969년 서울특별시 ~ )은 위스콘신 대학교 매디슨 화학과 교수이다. 최경신의 연구는 전기화학 및 광전기화학 장치에 사용되는 전극 재료의 전기화학적 합성에 중점을 두고 있다.

## 어린 시절과 교육
최경신은 국내 최초의 예술 전문 중학교인 예원중학교에서 피아노를 전공했다. 최경신은 고등학교 시절 화학과 물리학 수업을 무척 좋아해 과학자가 되기로 결심했다. 최경신은 서울대학교에서 대학을 졸업하고 학사학위를 취득했다. (식품영양학 전공, 화학 부전공) 1995년 최진호와 함께 이중 페로브스카이트 구조를 채택한 크롬-니오븀 산화물 물질의 결정 구조, 압력에 의한 상전이, 자성에 대해 연구했다.
최경신은 박사과정을 위해 1995년 미국으로 건너갔다. 미시간 주립 대학교 메르쿠리 G. 카나치디스(Mercouri G. Kanatzidis) 연구실에서 근무하며 박사학위를 받았다. 그녀의 대학원 연구는 "용융 폴리칼코게나이드 염 방법"을 사용하여 다양한 고체 상태 안티몬과 비스무트 함유 칼코게나이드의 합성에 중점을 두었다.
그 후 최경신은 2000년부터 2002년까지 캘리포니아대학교 산타바바라 캠퍼스에서 갈렌 D. 스투키, 에릭 W. 맥팔랜드와 함께 박사후 연구를 수행했다. 그녀의 박사후 연구는 나노구조 박막의 전기화학적 합성에 관한 것이었다.

## 독립적인 경력
최경신은 2002년 퍼듀 대학교에서 조교수로 독립한 뒤 부교수로 승진했다. 그녀는 2008년 국립재생에너지연구소(National Renewable Energy Laboratory)의 방문학자였다. 2012년에는 위스콘신 대학교 매디슨 캠퍼스의 화학과 정교수로 자리를 옮겼다.
최경신은 2014년부터 재료화학(Chemistry of Materials) 저널의 부편집장으로 활동하고 있다.